# Haiti na Zimowych Igrzyskach Olimpijskich 2022
Haiti na Zimowych Igrzyskach Olimpijskich 2022 – występ kadry sportowców reprezentujących Haiti na igrzyskach olimpijskich, które odbyły się w Pekinie w Chińskiej Republice Ludowej, w dniach 4-20 lutego 2022 roku.
Reprezentacja Haiti liczyła jednego zawodnika - mężczyznę.
Był to debiut Haiti na zimowych igrzyskach olimpijskich.

## Reprezentanci

### Narciarstwo alpejskie
| Zawodnik         | Konkurencja            | 1 przejazd | 1 przejazd | 2 przejazd | 2 przejazd | Łącznie | Łącznie | Źródło      |
| Zawodnik         | Konkurencja            | Czas       | Pozycja    | Czas       | Pozycja    | Czas    | Pozycja | Źródło      |
| ---------------- | ---------------------- | ---------- | ---------- | ---------- | ---------- | ------- | ------- | ----------- |
| Richardson Viano | slalom mężczyzn        | 1:02,25    | 42.        | 57,74      | 33.        | 1:59,99 | 34.     | [ 1 ] [ 2 ] |
| Richardson Viano | slalom gigant mężczyzn | DNF        | DNF        | NQ         | NQ         | DNF     | DNF     | [ 1 ] [ 2 ] |